# John Kerry
John Forbes Kerry (n. 11 decembrie 1943, Aurora, Colorado) este senator al Senatului Statelor Unite ale Americii din partea statului Massachusetts. În anul 2004, în cursul campaniei prezidențiale a fost candidatul Partidului Democrat, pierzând alegerile în favoarea celui de-al patruzeci și treilea președinte, George W. Bush. John Kerry a deținut funcția de Secretar de stat în administrația Barack Obama de la data de 1.2.2013-20.1.2017.

## Biografie - anii timpurii

### Naștere
Kerry s-a născut într-un spital militar, Fitzsimons Army Hospital din Aurora, Colorado, în apropierea orașului Denver, capitala statului Colorado, unde tatăl său, Richard Kerry, veteran al celui de-al doilea război mondial urma un tratament contra tuberculozei.  La scurt timp după nașterea sa, familia s-a reîntors în statul lor natal, Massachusetts.

### Familie
John Kerry este cel de-al doilea copil al lui Richard John Kerry and Rosemary Forbes Kerry.  El are trei surori: Margery (n. 1941), Diana (n. 1947) și Cameron (n. 1950).  Toți membri familiei sunt de credință romano-catolică.  Fiind copil, Kerry a slujit ca ajutor de altar.
Deși familia extinsă este foarte bogată, totuși familia imediată a lui Kerry, părinții săi și cei patru copii erau încadrați ca aparținând păturii superioare a clasei de mijloc a societății americane. Studiile pe care Kerry le-a făcut la școli de elită din Noua Anglie și din Europa au fost finanțate de o mătușă foarte bogată.
Kerry și-a petrecut verile fie la una din proprietățile familiei Forbes din Franța sau la proprietățile familiei Forbes, rudele sale din partea mamei, din Statele Unite, Naushon Island în apropierea Cape Cod.

#### Partea maternă a familiei
Bunicul matern al lui John Kerry, James Grant Forbes, s-a născut în Shanghai, China, unde familia a acumulat o avere considerabilă din comerțul cu opiu și operațiuni de import-export cu China.  Forbes s-a căsătorit cu Margaret Tyndal Winthrop, originară din familia Dudley-Winthrop, o familie cu un solid trecut de politicieni.  Prin bunica sa maternă, John Kerry este o rudă îndepărtată cu patru președinți americani  și cu multe familii regale din Europa .